# Ridistribuzione (Australia)
La ridistrubuzione, nella politica dell'Australia, rappresenta nella politica australiana la modifica dei confini delle divisioni elettorali.

## Descrizione
La rappresentanza politica alla Camera dei rappresentanti federale è eletta in ogni stato o territorio all'interno di divisioni elettorali. Il numero delle divisioni è determinato dalla popolazione attiva elettoralmente, quindi per mantenere una data equità per ogni divisione, ne vengono ridisegnati i confini periodicamente, ove risultasse necessario. La ridistribuzione geografica delle divisioni avviene almeno una volta ogni sette anni per essere sicuri che ogni seggio abbia lo stesso numero di elettori, fin quanto possibile, all'interno dello stato/territorio.
Nel sistema elettorale australiano devono ricorrere tre circostanze per determinare la necessità di una ridistribuzione:
- quando il numero dei rappresentanti parlamentari di uno stato o territorio è soggetta a cambiamenti;
- quando il numero degli elettori appartenenti ad almeno un terzo delle divisioni elettorali di uno stato o territorio varia più del 10% dalla media delle divisioni di quello stato per un periodo maggiore a due mesi;
- quando è passato un periodo di 7 anni dalla precedente ridistribuzione in quello stato o territorio.

Si deve comunque considerare che una ridistribuzione viene posticipata nel caso dovesse cominciare a meno di un anno dalla fine di un governo alla Camera dei rappresentanti, di modo che le elezioni non debbano avvenire con una ridistribuzione in corso.
Una ridistribuzione viene sottoposta ad un comitato composto dal commissario elettorale (Electoral Commissioner), dal rappresentante elettorale dello stato in questione (Australian Electoral Officer, tranne nel territorio della capitale australiana, dove si chiama Divisional Returning Officer), dall'ispettore generale dello stato (State Surveyor-General) e dal revisore generale dello stato (State Auditor-General). Il processo di risitribuzione comincia quindi il prima possibile, e il commissario elettorale invita a suggerimenti pubblici che devono pervenire entro 30 giorni; altri 14 giorni vengono lasciati ad eventuali commenti sui suggerimenti presi in causa. Il Comitato di ridistribuzione procede quindi alla ridivisione dello stato o del territorio, ed altri 28 giorni sono destinati a obiezioni e critiche della divisione proposta; anche qui 14 giorni vengono lasciati per il commento alle obiezioni pervenute. Nel momento della ridistribuzione gli elettori all'interno delle divisioni possono variare del 10% rispetto alla media di tutte le divisioni, ma si deve tenere conto che dopo tre anni e mezzo dalla ridistribuzione il numero di elettori non dovrebbe variare di un 3,5% massimo dal numero iniziale.
Il parlamento non ha poteri di veto nei confronti della soluzione finale approvata dalla Commissione elettorale.

## Gestione
I confini elettorali per la Camera dei rappresentanti e per le camere statali o territoriali sono stabiliti da autorità indipendenti, a livello federale la commissione elettorale australiana, e a livello statale dai suoi corrispettivi. I politici non hanno influenza sulla commissione, anche se possono inviare suggerimenti ed obiezioni al pari di qualunque cittadino.
Interferenze politiche durante il processo di ridistribuzione, comuni negli Stati Uniti con il fenomeno del gerrymandering, sono considerate reati in Australia, e quindi perseguibili. Nel 1977, Reg Whiters, allora ministro nel governo Fraser, fu costretto alle dimissioni per aver parlato del cambiare il nome di una divisione elettorale per favorire un alleato politico.